# 第47回カンザスシティ映画批評家協会賞
第47回カンザスシティ映画批評家協会賞は2013年の映画を対象としており、2013年12月15日に受賞者が発表された。

## 受賞一覧

### 作品賞
- 『それでも夜は明ける』 （スティーヴ・マックイーン監督）

### 監督賞
- アルフォンソ・キュアロン - 『ゼロ・グラビティ』
- スティーヴ・マックイーン - 『それでも夜は明ける』

### 主演男優賞
- キウェテル・イジョフォー - 『それでも夜は明ける』

### 主演女優賞
- サンドラ・ブロック - 『ゼロ・グラビティ』

### 助演男優賞
- マイケル・ファスベンダー - 『それでも夜は明ける』

### 助演女優賞
- ルピタ・ニョンゴ - 『それでも夜は明ける』

### SF／ファンタジー／ホラー映画賞
- 『her/世界でひとつの彼女』 （スパイク・ジョーンズ監督）

### 脚本賞
- スパイク・ジョーンズ - 『her/世界でひとつの彼女』

### 脚色賞
- ジョン・リドリー - 『それでも夜は明ける』

### アニメーション映画賞
- 『アナと雪の女王』
- 『怪盗グルーのミニオン危機一発』

### 外国語映画賞
- 『アデル、ブルーは熱い色』 フランス

### ドキュメンタリー映画賞
- 『アクト・オブ・キリング』